# 미식축구
미식축구(美式蹴球, 영어: American football)는 미국에서 발달한 구기 종목이자 축구의 일종으로, 다양한 전략과 강인한 체력이 요구되는 팀 스포츠이다. 경기의 목표는 미식축구공을 상대방 진영의 끝(엔드존)에 가져다 놓는 것이다. 축구나 럭비와 달리 전문화된 포지션으로 구분되며 공수 구분이 뚜렷한 경기이다.
영어로는 아메리칸 풋볼(American football)이라고 부르며 미국에서는 보통 풋볼(football)로 줄여부르는 것이 일반적이기 때문에 미국에서 풋볼은 미식축구를 가리키는 경우가 많다. 미국 외에는 그리드아이언(Gridiron)이라는 별칭으로도 불리는데, 이것은 미식축구와 캐나디언 풋볼 같이 석쇠 형태로 그려진 필드에서 열리는 경기를 통칭하는 말이므로 아메리칸 풋볼과 동의어는 아니다.
보통 럭비와 닮아보이는 스포츠라서 혼동되는 경우가 있으나 경기 방법 및 규칙 등은 많이 다르다.
럭비가 축구와 농구처럼 경기장을 자유롭게 돌아다니면서 공을 빼앗아 상대방 진영으로 가는 것과 달리, 미식축구는 상대 진영과 자기 진영으로 나뉘어 수비시에는 상대편 선수들이 자기 진영으로 침투되는 것을 막고, 반대로 공격시에는 상대 영역에 침투하여 10야드 간격의 블록을 하나하나 전진하여 영역을 넓이는 식으로 경기를 치른다. 이러한 경기방식 때문에 미식축구의 전략 및 전술이 다른 구기 종목 중 실제 전쟁의 전략 및 전술과 가장 많이 닮아있다는 것으로 평가된다.
이런식의 영역 다툼을 하는 형태를 띠는 만큼 규칙도 럭비보다 더 광범위 하다. 럭비와 달리 던져서 전진 패스가 허용되어 있는데, 이 때문에 상대방 공을 빼앗는 것에 중점을 두는 것이 아니라, 상대방이 넘어오지 못하게 막는 것에 중점을 두고 있다. 그래서 공을 가진 선수를 막는 '태클' 외에, 축구와 럭비에는 없는 기술로 공을 가지지 않는 선수를 막는 '블로킹'이라는 기술이 존재한다. 블로킹은 몸을 부딪혀서 상대방을 쓰러트리는 기술로 이렇게 몸싸움이 심한 스포츠이기 때문에 각종 보호 장비를 착용하게 된다.
그리고 순간 운동량이 매우 많다는 점과 교체 제한이 없다는 특성과 더불어 같은 팀의 공격팀(오펜스)과 수비팀(디펜스)의 선수 구성이 다르다. 그리고 특정 상황에만 나오는 스페셜팀도 별도로 존재한다.

## 역사

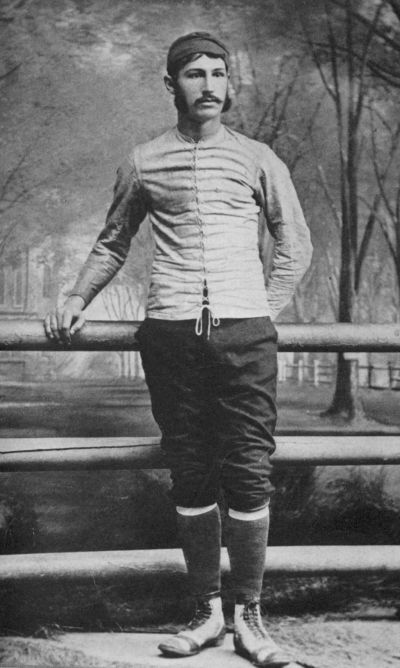
월터 캠프

미식축구는 럭비가 미국에 전해지면서 변형되어 생겨났다. 미식축구 최초의 공식 경기는 1869년 11월 6일 뉴저지주 뉴브런즈윅에서 럿거스 대학과 프린스턴 대학 사이에 열린 경기로 보고 있다. 당시에는 25명의 선수가 한 팀으로 구성되어 있다.
1874년에는 캐나다 맥길 대학교에서 전해진 럭비 룰을 적용하였고, 1876년 11월에는 컬럼비아 대학, 하버드 대학, 프린스턴 대학, 예일 대학이 중심이 되어 전미축구연맹이 설립되었고 미식축구의 원형이 갖춰지게 되었다.
이후 1880년에 예일 대학의 미식축구 팀 주장이었으며 "미식축구의 아버지"로 불리는 월터 캠프가 경기 인원 수를 11명으로 하고, 경기장 규격과 공격 횟수에 대한 규정, 전진 패스 허용 등의 규칙 개정으로 현대의 미식 축구의 기초를 쌓았다.
대한민국에서는 1946년 9월 대한기독교청년회연합회에서 일본와세다 유학생 장박 등을 중심으로 조선미식축구협회(朝鮮美式蹴球協會, 현 대한미식축구협회)가 발족되고, 같은 해 서울운동장에서 미국 팀과 친선 경기를 가짐으로서 시작되었다. 이후 1948년 보인상업고등학교에 미식축구부가 창설되어 전국체육대회에서 시범경기를 하였다. 1976년에는 부산에서 대한미식축구협회의 지부가 창설되었다. 이후 여러 대학 등에서 미식축구 팀이 창단되었다.
현재 대한민국에서 열리는 국내경기대회로는 서울지역/대구-경북지역/부산-경남지역에서 매년 개최되는 춘계리그 및 추계리그 가 있고 1/2부 추계리그에서 상위권 팀들은 전국대학미식축구선수권대회에 진출하게 된다. 이 경기의 각각 결승전을 타이거볼/챌린저볼 이라고 한다.

## 규칙

### 경기장과 선수, 심판

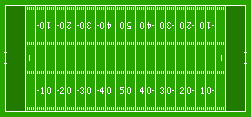
미식축구장

미식축구 경기장은 길이가 109.7m(360ft) 폭이 48.8m(160ft)인 직사각형이다. 사각형의 긴 쪽 선을 사이드라인(side line)이라 하고, 짧은 쪽 선을 엔드라인(end line)이라 한다. 엔드라인에서 경기장 안쪽으로 10야드의 거리에 골라인(Goal line)이 있다. 양쪽 골라인 사이는 총 100야드이고, 5야드 간격으로 선이 그어져 있으며, 10야드마다 숫자가 표시되어 있다. 표시된 숫자는 양쪽 골라인으로부터의 거리를 나타내며, 50야드 라인이 중앙선이 된다. 사이드라인 안쪽으로 두 개의 선이 그어져 있는데 그것은 인바운즈 라인(inbounds line) 혹은 해시 마크(hash mark)라고 한다. 모든 플레이는 인바운즈 라인 위나 그 사이에서 시작된다. 엔드라인의 중앙에는 U자형의 골포스트가 서있다. 골포스트의 폭은 5.64m (222inches)이고 크로스바는 지상으로부터 3m(10ft) 거리에 위치한다.
한 팀당 뛸 수 있는 선수는 축구와 마찬가지로 11명이다. 그러나 축구와는 달리 선수 교체를 자유롭게 할 수 있기 때문에, 공수 교대가 이루어질 때 선수들도 모두 교체되는 경우가 많다. 따라서 한 팀은 공격 선수, 수비 선수, 스페셜 팀 선수로 나뉘게 된다.
한 경기의 심판은 총 7명으로 레퍼리(referee), 엄파이어(umpire), 헤드 라인즈맨(head linesman), 라인 저지(line judge), 필드 저지(field judge), 사이드 저지(side judge), 백 저지(back judge)로 구성된다. 이 중 흰색 모자를 착용한 레퍼리가 경기 운영을 맡아 주심이 된다.

### 장비

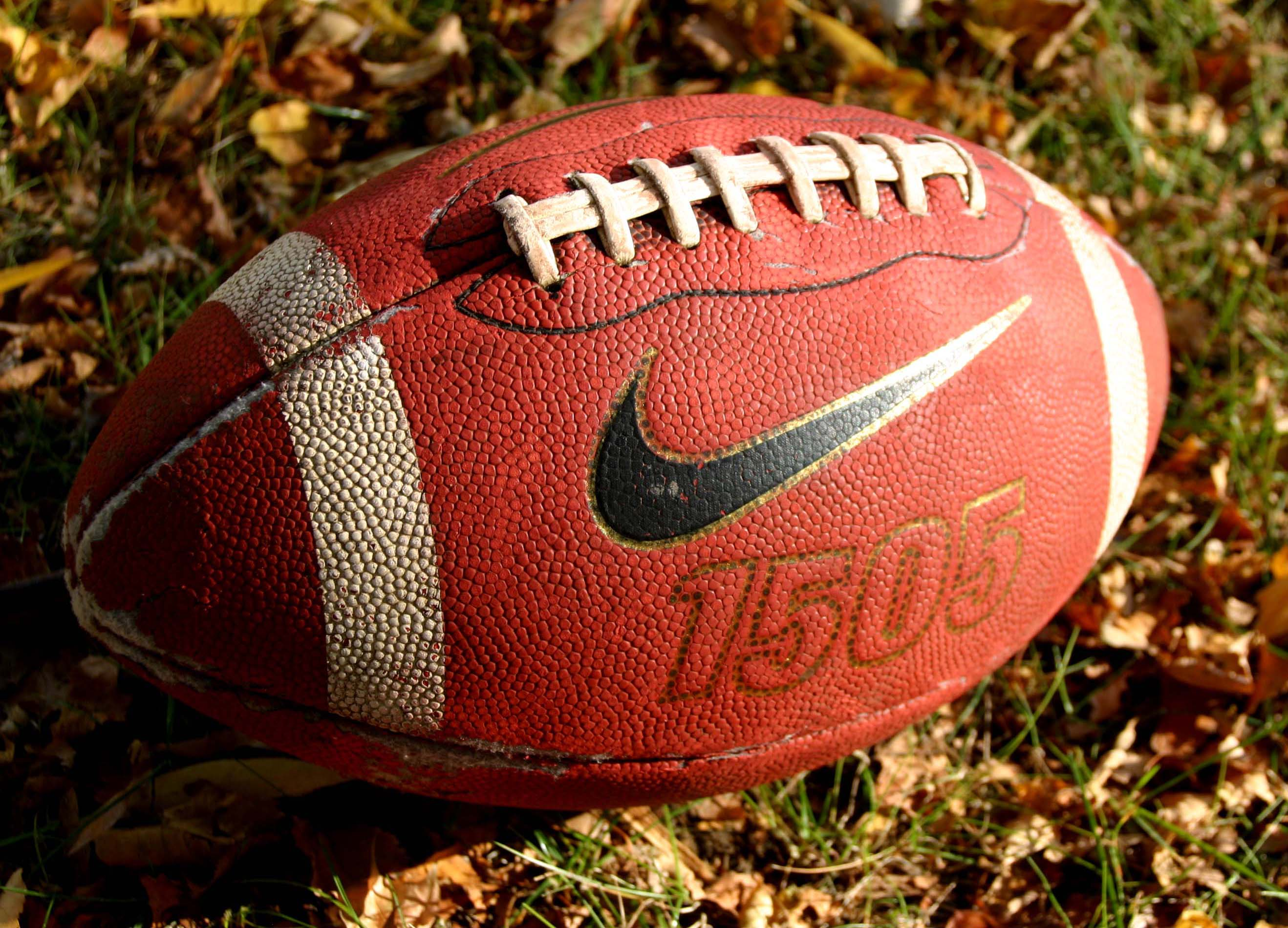
미식축구공

미식축구공은 타원형의 공으로 럭비공보다는 사이즈가 작고, 더 단단하다. 선수들은 헬멧(helmet), 숄더패드(shoulder pad), 싸이패드(thigh pad), 니패드(knee pad), 힙패드(hip pad), 체스트 패드(chest pad) 등의 보호 장비를 반드시 착용해야만 한다.

### 경기 시간
미식축구는 쿼터제로, 쿼터당 15분을 기준으로 4쿼터를 진행한다. 1,2쿼터를 전반, 3,4쿼터를 후반이라고 부르고, 전반이 끝난 후 12분간의 하프타임이 주어진다.
2쿼터와 4쿼터에는 마지막 2분간 2분 경고시간(2 Minute warning)이 주어진다.
순수 경기시간은 1시간이지만, 특정 플레이 후에는 경기시간이 멈추기 때문에 실제 경기는 2,3시간 정도 계속된다. 경기시간이 멈추는 경우는 다음과 같다.
- 패스 작전에서 실패(incomplete)했을 경우
- 공을 든 선수가 사이드라인 밖으로 나갔을 경우
- 반칙이 일어났을 경우
- 전반, 후반 각각 팀당 3번의 타임아웃 기회
- 심판 타임아웃(선수 부상시, 혹은 기타 문제 발생시)

4쿼터 시간이 끝날때에도 양 팀이 동점인 경우, 15분간의 연장경기(오버타임, Overtime)를 가지며, 다시 동점이 되거나, 점수를 얻지 못 한 경우엔 무승부로 경기를 종료한다.

## 경기

### 경기 진행

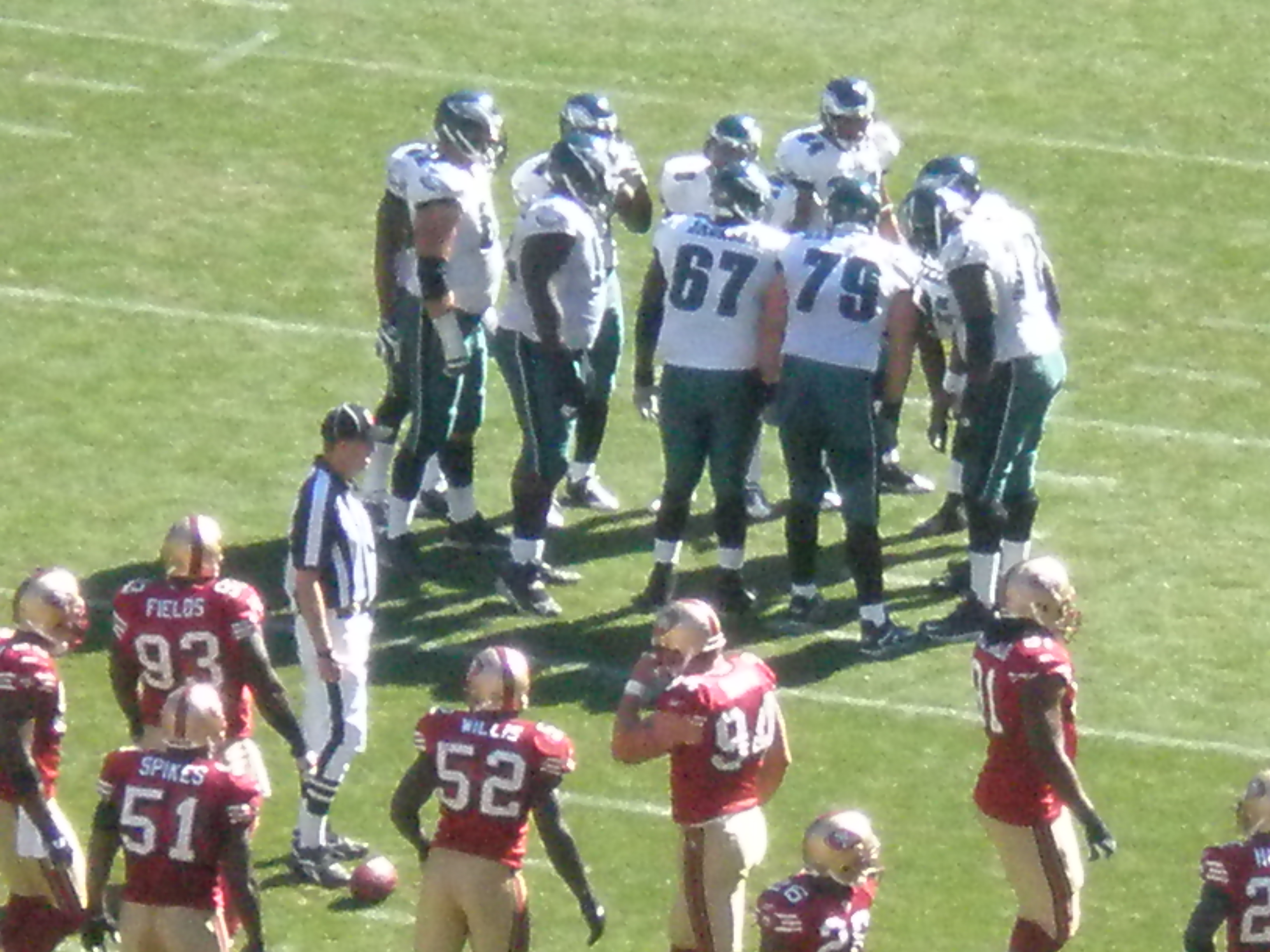
공격팀 허들

경기시작 전 코인토스에서 이긴 팀이 킥을 할 것인지, 리시브를 할 것인지 결정할 수 있다. 킥을 하는 팀이 수비를 하게 되고, 리시브를 하는 팀이 공격을 하게 된다. 그러나 후반전을 시작할땐(2쿼터 끝나고), 처음에 차던 쪽은 리시브를 하고 받던 쪽은 킥오프를 하게 된다. 이제 경기는 오프닝 킥오프(opening kick-off)로 시작된다. 자신의 진영 35야드 지점에서 상대 팀에게 공을 차주고, 리시브를 하는 팀은 그 공을 받아 전진하게 된다. 킥팀이 공을 받은 리시빙팀의 선수를 태클하여 넘어뜨리면 그 지점에서부터 플레이가 시작되기 때문에 가능한 멀리 차는 것이 좋다. 킥오프는 전후반 시작할 때, 득점이 이루어졌을 때 하게 된다.
공격팀은 4번의 공격기회를 갖는데, 4번의 공격기회 안에 10야드를 전진하면 또 다시 4번의 공격기회를 얻게 된다. 공격기회는 다운(down)이라고 하고, 새로운 공격기회를 얻는 것을 다운갱신(conversion)이라고 한다. 경기 중 다운을 표시할 때는 ‘(몇 번째 다운) & (10야드를 가기 위해 남은 야드)’로 하는데, 예를 들어 ‘1st & 10’이라고 하면 첫 번째 다운이고, 새로운 다운갱신을 위해서는 10야드가 남았다는 뜻이다. 만약 '2nd & 7’이라고 하면 두 번째 다운이고 7야드를 더 가야한다는 뜻이다. ‘3rd & 2’는 3번째 다운인데 2야드가 남았다는 뜻이다. 4번의 다운동안 10야드를 전진하면 계속해서 ‘퍼스트 다운(1st down)’을 얻을 수 있고, 상대방의 엔드존까지 전진하면 터치다운을 할 수 있다. 그러나 4번째 다운까지 10야드를 전진하지 못하면 4번째 다운이 끝난 지점에서 공수교대가 이루어진다. 따라서 보통 4번째 다운에서는 공격팀이 펀트(punt)를 하여 상대방 진영으로 공을 차서 넘겨주게 된다. 펀트를 하는 순간 공수가 교대되고, 공을 잡은 선수가 태클당해 넘어진 위치에서 다시 플레이가 진행된다. 펀트를 하는 이유는 이를 통해 상대 진영 엔드라인 근처로 공을 보내고 득점하기 어렵게 만들기 위해서이다. 그러나 지고 있을 경우에는 4번째 다운에 공격을 시도하기도 하는데 이러한 공격을 갬블(gamble)한다고 한다.
공격을 하는 팀은 허들(huddle)이라 불리는 작전회의에서 작전을 정한 후 공격플레이를 수행한다. 한 번의 공격플레이는 수비팀이 공을 가진 선수를 태클하여 땅에 넘어뜨리면 끝나고, 공을 가진 선수가 넘어진 그 지점이 스크리미지 라인(scrimmage)이 된다. 공격플레이는 항상 센터의 스냅(snap)으로 시작된다. 스냅이란 오펜스 라인의 가운데 있는 센터가 스크리미지 라인 위에 놓여있는 공을 뒤에 있는 쿼터백에게 전달하는 것이다. 쿼터백과 미리 약속한 신호에 맞춰 센터가 스냅을 하고, 그때부터 모든 공격선수들이 움직이게 된다. 수비선수들은 센터의 스냅을 보고 반응하게 되며, 센터의 스냅이 되기 전에 스크리미지 라인을 넘어가면 반칙이 된다.
스냅으로 시작된 한 다운이 끝나는 경우는 다음과 같다.
- 공을 든 선수가 태클을 당해 무릎을 포함하여 무릎 위의 신체 일부가 땅에 닿았을 때
- 공을 든 선수가 태클을 당해 교착상태로 더 이상 전진할 수 없을 때
- 공을 든 선수가 사이드 라인 밖으로 나갔을 때
- 패스한 공이 땅바닥에 먼저 닿거나, 사이드 라인 밖으로 나갔을 때
- 득점이 이루어졌을 때
- 그 외 규정으로 인해 심판이 휘슬을 불었을 때

공수가 교대되는 순간은 공격팀이 4번째 다운을 성공시키지 못했을 경우, 펀트를 했을 경우 외에도 수비선수가 공격팀의 포워드 패스를 가로챘을 경우(인터셉트, intercept)와 공격팀이 공을 놓쳤을 때(펌블, fumble) 수비팀이 리커버하는 경우 등이 있다. 공격팀이 득점을 했을 때에도 공수를 전환하여 킥오프를 하게 된다.

### 점수
- 상대진영의 엔드존에 공을 가져다 놓는 것을 터치다운(touchdown)이라고 한다. 터치다운을 하면 6점을 얻는다. 터치다운 후에는 트라이 포 포인트(try for point)를 할 수 있는 기회를 얻게 된다. 킥(extra point)과 작전(2 point conversion) 두 가지의 옵션을 선택할 수 있는데, 킥을 하여 골포스트 사이로 넣으면 1점, 작전을 통해 2야드 지점에서 런닝 혹은 패싱 터치다운을 하면 2점을 얻는다.

- 상대진영의 엔드존 가까이 전진하긴 했는데, 터치다운을 하기 어려울 때에는 필드골(field goal)을 찬다. 필드골을 차서 골포스트 사이로 넣으면 3점을 얻는다. 보통 다운갱신을 하지 못한 네 번째 다운에 실패하는데 만약 그 자리가 20야드 지점이나 그 이하면 대부분 필드골을 시도한다.(점수차가 1~3점차인 경우엔 20야드보다 먼거리에서 필드골을 시도하기도 한다.) 필드골을 성공하지 못했을 경우에는 공을 찬 지점에서 공수가 교대된다.

- 공격팀이 자신의 엔드존에서 태클을 당해 넘어지거나, 공을 놓쳐 엔드존 밖으로 굴러 나갈 경우, 자신의 엔드존에서 홀딩반칙을 했을 경우는 세이프티(safety)로 수비팀이 2점 얻게 된다. 세이프티가 되었을 때에는 수비팀이 2점을 얻는 것과 더불어 공격권도 가지고 올 수 있게 된다. 그러나 세이프티는 극히 드물게 일어난다.

### 반칙

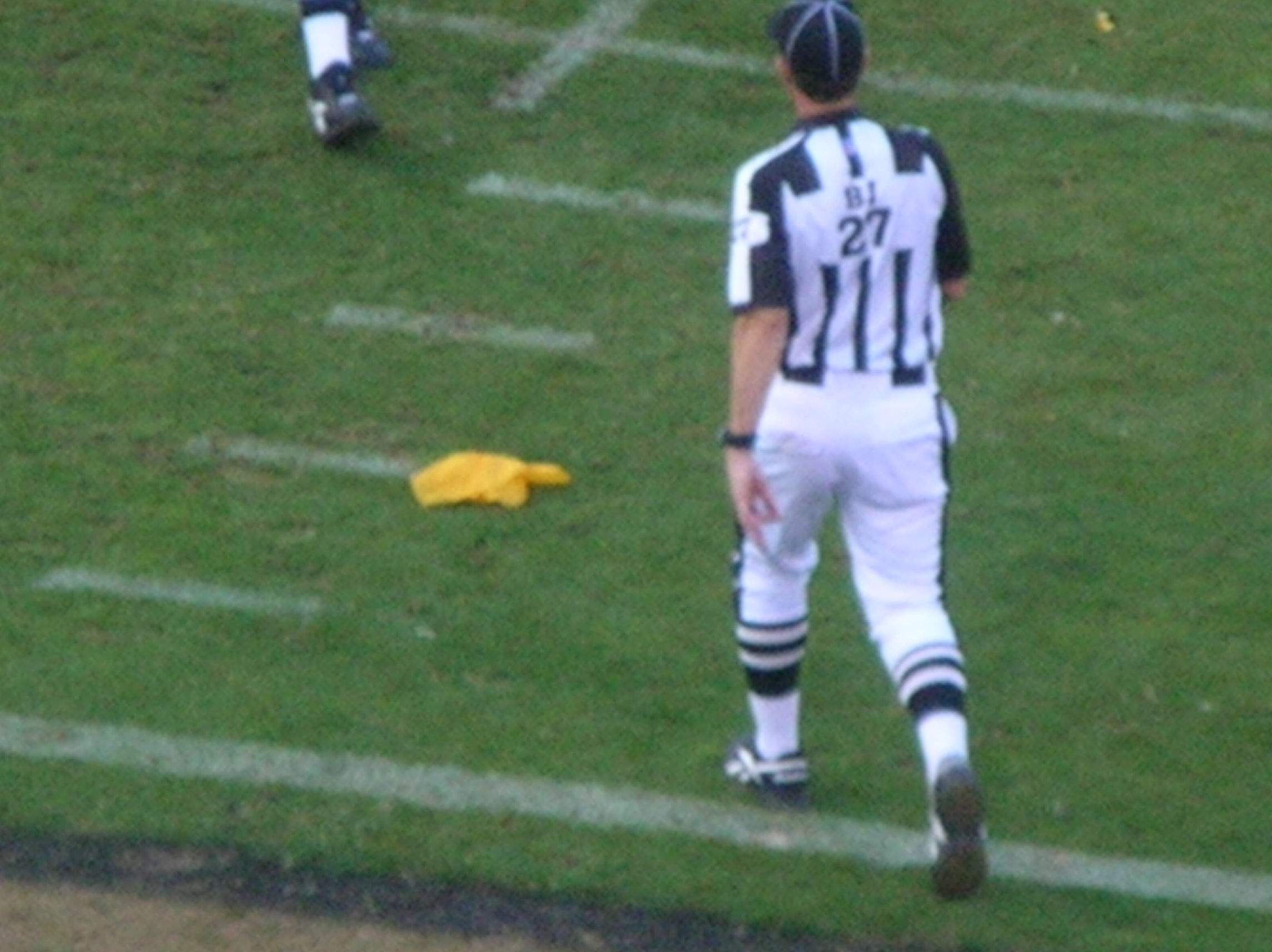
플래그를 던진 백저지

미식축구에는 다양한 반칙규정이 있다. 경기 도중 반칙이 일어나면 심판은 노란 수건(penalty flag)을 땅에 던져 반칙이 일어났음을 알린다. 반칙의 종류에는 라이브볼 파울(live ball foul)과 데드볼 파울(dead ball foul)이 있으며, 종류에 따라 페널티의 정도가 다르고, 페널티는 보통 야드 이동으로 이루어진다. 수비팀이 반칙했을 경우에는 공격팀이 야드 전진을, 공격팀이 반칙했을 경우에는 공격팀이 야드 후퇴를 하게 된다. 파울을 당한 팀은 그 파울을 인정(accept)하거나 거부(decline)하는 선택을 할 수 있다. 파울을 인정하면 그에 합당한 야드를 이동하게 되고, 거부하면 바로 전 플레이가 끝난 지점에서 다시 시작하게 된다. 경기 중 많이 일어나는 반칙에는 수비선수가 플레이가 시작되기 전에 스크리미지 라인을 넘어가는 오프사이드(offside)(5야드), 공격선수가 먼저 움직이는 폴스 스타트(false start)(5야드), 상대 선수를 잡아당기는 홀딩(holding)(공격/수비선수 공통,10야드), 상대선수의 헬멧을 손으로 쥐는 페이스마스크(face mask)(5, 15야드), 상대방의 패스 성공을 밀거나 잡으면서 방해하는 행위(pass interference)(5야드), 비신사적인 행위 등이 포함되는 퍼스널 파울(personal foul)(15야드) 등이 있다. 이외에도 수없이 많은 반칙규정이 있으며, 반칙은 경기흐름을 한순간에 바꾸어 놓기도 한다.

### 신체접촉
- 공격팀은 볼소유자를 제외하고는 블로킹만 할 수 있다.
- 수비팀은 볼소유자를 향한 경우를 제외하고는 블로킹만 할 수 있다.(소유자에겐 태클,잡기,뒤에서밀기 등이 허용됨)
- 수비는 다음과 같은 경우에 손,발,몸을 사용할 수 있다.

- 자신을 방해하는 선수를 막기 위해.
- 라인 오브 스크리머지(LOS)에 서 있는 선수를 밀거나 잡아당기기 위해.
- 볼소유자를 향해 다가가거나 태클을 위해.
- 흘린 공을 줍기위해.
- 리시버 자격이 없는 상대방과의 블로킹 중에.(오펜시브 라인맨들)
- 리시버 자격이 있는 상대방을 정당하게 허리 위쪽에서 블로킹하고 있을 때.(상대가 리시버 자격이 있는 경우 LOS 5야드 이내에서만 블로킹을 할 수 있다. 리시버가 5야드를 벗어나면 수비측은 리시버를 블로킹하거나 방해하면 안된다. 또한, 리시버가 오펜시브 라인 2야드 이내에서 LOS 선상 혹은 뒤에 물러나 있을 경우 허리 아래도 블로킹할 수 있다. 그 외에는 리시버의 허리 아래를 블로킹 하면 안된다. 대신 그 리시버도 수비측 허리 아래를 블로킹 할 수 없다.)
- 블로킹시 상대방의 어깨 위로 손을 뻗어서는 안된다. (단, 수비측이 라인을 뚫기위해 고의성 없이 한 경우는 허용)
- 공을 가지고 있는 척 연기 하는 선수가 오펜시브라인 사이를 통과하여 LOS를 넘으려하면 공소유자로 간주할 수 있다.
- 공격측과 수비측은 패스 인터피어런스를 비롯한 반칙상황을 제외하고 언제든 블로킹을 할 수 있다.

(패스시에 수비가 공을 보지 않고 리시버를 쳐다보며 신체접촉을 통해 패스를 방해할 경우 대표적인 패스 인터피어런스.)

## 기본 전략

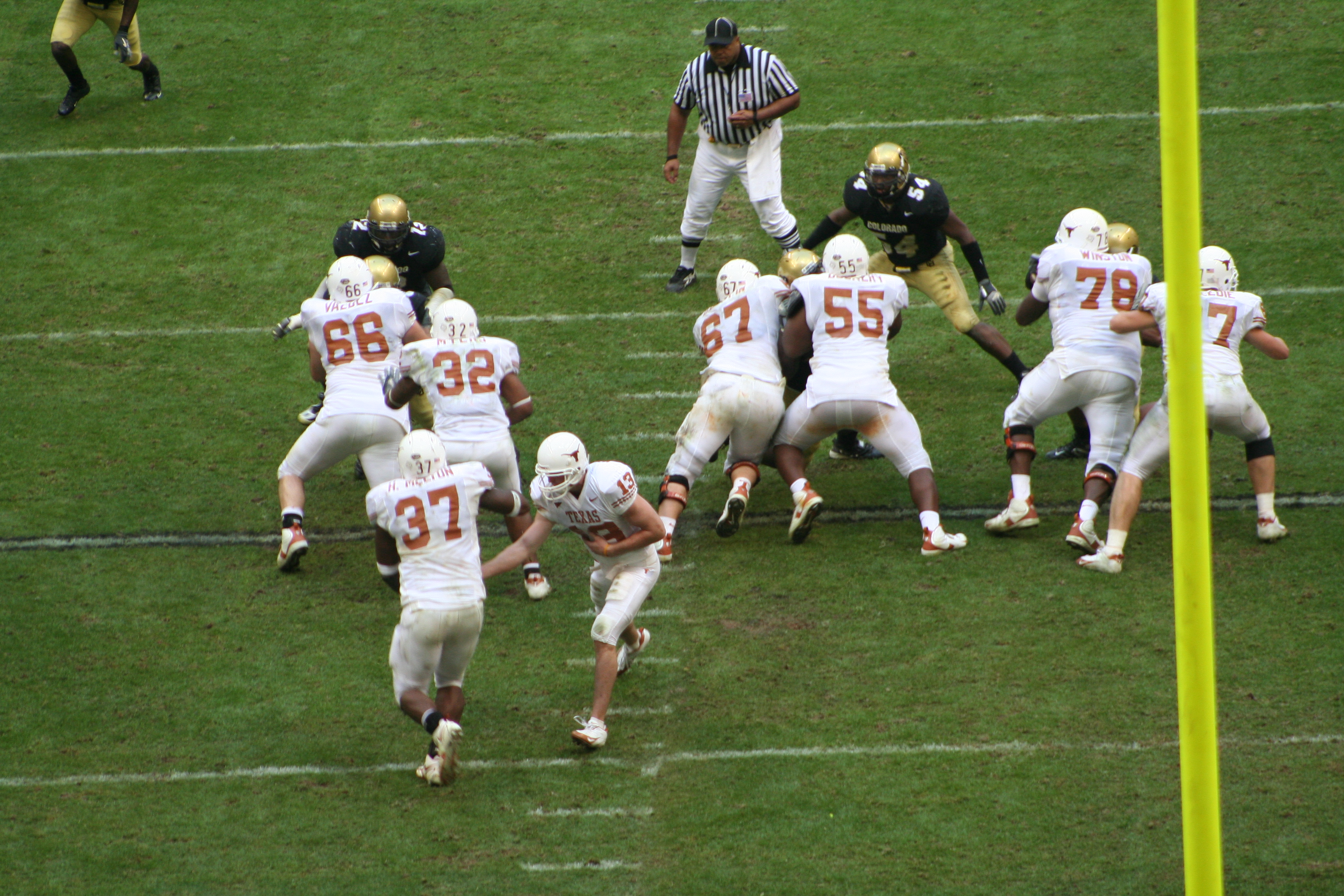
러닝백에게 손으로 패스(hand-off)하는 쿼터백

공격팀은 공을 전진시키기 위해 다양한 전략을 구사한다. 공격팀은 매 다운이 끝날 때마다 허들에서 작전회의를 통해 새로운 작전을 구사하기 때문에 공격작전은 미식축구에서 매우 중요하다. 따라서 팀마다 수십 개의 작전이 있는 작전집(playbook)을 갖고 있다. 공격작전에는 기본적으로 런(run)플레이와 패스(pass) 플레이가 있다. 런플레이는 쿼터백이 스크리미지 라인 뒤에 있는 러닝백에게 공을 직접 전달(hand-off)하여 전진하는 작전이고, 패스플레이는 쿼터백이 스크리미지 라인 앞으로 달려 나간 와이드 리시버에게 공을 던져 전진하는 작전이다. 런플레이는 안전하지만 많은 야드를 전진할 수 없고, 패스플레이는 많은 야드를 전진할 수 있지만 성공확률이 떨어지고 인터셉트의 위험성이 크다.
또한 수비를 혼란시키기 위한 다양한 속임작전이 있다. 플레이액션 패스(playaction pass)는 런플레이를 하는 척하다가 패스를 하는 작전이다. 공격의 시작은 런플레이와 동일한 모습이지만, 쿼터백이 러닝백에게 공을 주지 않고 리시버에게 패스를 던진다. 드로(draw)는 패스를 하는 척하다가 런플레이를 하는 작전이다. 쿼터백은 패스를 하는 척하며 드롭백을 해서 뒤늦게 러닝백에게 손으로 패스를 한다. 이 외에도 러닝백에게 손으로 패스를 하고 손으로 패스를 받은 러닝백이 패스를 던지는 더블쿼터(double QB), 러닝백에게 손으로 패스하고 손으로 패스를 받은 러닝백이 다시 쿼터백에게 공을 던져 쿼터백이 패스를 던지는 플리플리커(flea flicker) 등 여러 속임작전들이 있다.
수비작전은 기본적으로 공격팀이 현재 상황에 어떤 작전을 할 것인지를 예측해 정하게 된다. 다운갱신을 위한, 혹은 득점을 위한 야드가 적게 남았다면 런플레이를 할 가능성이 높기 때문에 그에 대비하여 디펜스 라인의 수를 늘리게 되고, 야드가 많이 남았다면 패스플레이를 할 가능성이 높기 때문에 그에 대비하여 세컨더리 수비수들의 수를 늘리게 된다.

## 선수

오펜스와 디펜스 포지션

오펜스의 포지션에는 쿼터백(QB), 풀백(FB), 테일백(TB), 와이드 리시버(WR), 타이트엔드(TE), 그리고 오펜스라인(OL) 중 센터(C)와 가드(OG), 태클(OT) 등이 있다. 디펜스 포지션에는 디펜스 라인 중 디펜스 태클(DT), 디펜스 엔드(DE), 라인배커(LB), 코너백(CB), 세이프티 중 스트롱세이프티(SS), 프리세이프티(FS) 등이 있다.
선수교체가 자유롭기 때문에 공수가 바뀌면 선수들도 바뀌게 된다. 따라서 선수들은 오펜스, 디펜스 중 한 포지션만 하게 되는 경우가 대부분이다.

### 오펜스
오펜스 포메이션의 가장 기본적인 규칙은 스크리미지 라인 위에 최소 7명의 선수가 서 있는 것이다. 스크리미지 라인 뒤에 서 있는 선수를 제외하고, 스크리미지 라인 위에 있는 선수 중 양 끝에 서 있는 두 명의 선수만이 공을 만질 수 있다. 따라서 보통 오펜스 라인은 5명이 되고, 양 끝에 와이드리시버와 타이트엔드가 정렬하게 된다.
- 오펜스 라인(offensive line)은 5명으로 구성된다. 이들의 역할은 패스를 던지는 쿼터백을 보호하고, 러닝백이 뛰어나갈 길을 블록하는 것이다. 오펜스라인의 강력한 블록은 팀 전력 향상에 가장 큰 요소가 된다. 가운데의 센터 양 옆에 있는 오펜스라인은 가드(guard)라고 한다. 가드 옆에는 태클(tackle)이 라인업한다. 가드와 태클은 플레이 중 펌블이 일어난 경우를 제외하고, 공을 만질 수 없다.
- 센터(center)는 오펜스 라인 가운데에 있으며 공을 스냅하여 쿼터백에게 전달하는 역할을 한다. 스냅 전 중립지역에 들어갈 수 있는 유일한 포지션으로, 센터와 쿼터백 사이에 스냅이 안전하게 이루어져야 공격플레이를 성공적으로 수행할 수 있다.
- 쿼터백(quarterback)은 흔히 필드 위의 사령관이라 불린다. 공격시 허들 안에서 선수들에게 작전 지시를 내리고, 선수들이 라인업한 후에 시그널 콜을 하며, 센터로부터 스냅을 받아 플레이를 시작한다. 작전에 따라 러닝백에게 손으로 패스를 하거나 리시버에게 패스를 한다. 쿼터백의 역량에 따라 경기의 승패가 좌우된다. (그러나 기본적으로 라인맨의 능력이 게임의 성패를 크게 좌지우지 한다. 좋은 라인맨을 갖추고 나서야 다른 포지션의 능력치를 가늠해 볼 수도 점쳐볼 수도 있다. ) (다른 의견 : 라인맨도 중요하지만, 미식축구에서 중요하지 않은 포지션은 결코 없다. 한 포지션이 약하면 상대팀은 그쪽을 집중 공략하기 마련이다. 또한, 경험많고 우승 경험 있는 쿼터백이 은퇴전 상대적으로 전력이 약한 팀에 가서 연승을 하는 모습을 보면 쿼터백의 역할도 상당하다고 볼 수 있다.) (다른의견2 : 라인맨의 능력은 상대적으로 한정된다. 라인이 강력한 경우 이점은 크게 두가지. 런플레이가 편해지고 쿼터백에게 더 많은 시간을 벌어줄수 있다는거. 여기에 함정이 있다. 즉 애초에 러닝백과 쿼터백이 아예 뛰어나면 라인 특성을 무시할수도 있다는거다. 아무리 허접한 라인이라도 잠깐 버틴다. 하다못해 상대 수비수가 달려오는 시간을 조금이라도 늦추긴 한다. 이 시간은 아무리 짧아도 쿼터백에게 아주 잠깐의 틈도 안줄정도로 짧진 않다.더더군다나 프로수준에서는 일방적으로 라인이 못버티고 무너지는 경우도 거의 없다. 즉 라인의 능력이 개인편차가 크지 않은데 비해 쿼터백의 능력편차는 어마어마하게 크게 작용한다. 그리고 실제 점수에도 치명적인 영향을 끼친다. 이 때문에 쿼터백 연봉이 가장 높다)
- 러닝백(runningback)은 쿼터백 뒤에 서서, 쿼터백으로부터 손으로 패스(hand-off)를 받아 공을 들고 전진하는 역할을 한다. 또한 그들은 패스플레이 시 패스를 받기도 하고, 수비선수들을 블로킹하기도 한다. 러닝백 포지션에는 풀백(fullback)과 테일백(tailback, 혹은 halfback)이 있는데, 풀백은 주로 블로킹의 역할을 수행하고 테일백은 공을 받아 뛰는 역할을 수행한다.
- 와이드 리시버(wide receiver)는 오펜스라인과 멀리 떨어져 서서, 패스플레이 시 약속된 루트(route)를 뛰어 쿼터백으로부터 패스를 받는 역할을 한다. 긴 패스를 성공하는 와이드리시버의 플레이는 미식축구를 관람하는 큰 재미요소이다. 런 플레이 시 와이드리시버는 수비를 블록하기도 한다.
- 타이트 엔드(tight end)는 오펜스 라인 옆에 서서, 패스플레이 시에는 패스를 받으러 나가고, 런플레이 시에는 디펜스 라인을 블록하는 역할을 한다. 두 가지의 역할을 수행하기 때문에 다재다능한 선수가 포지션을 맡는다. 최근에는 훌륭한 타이트엔드를 가진 팀이 강팀인 경우가 많다.

포메이션에 따라 러닝백, 와이드리시버, 타이트엔드의 수가 다르게 되고, 그들이 정렬하는 위치도 다르게 된다.

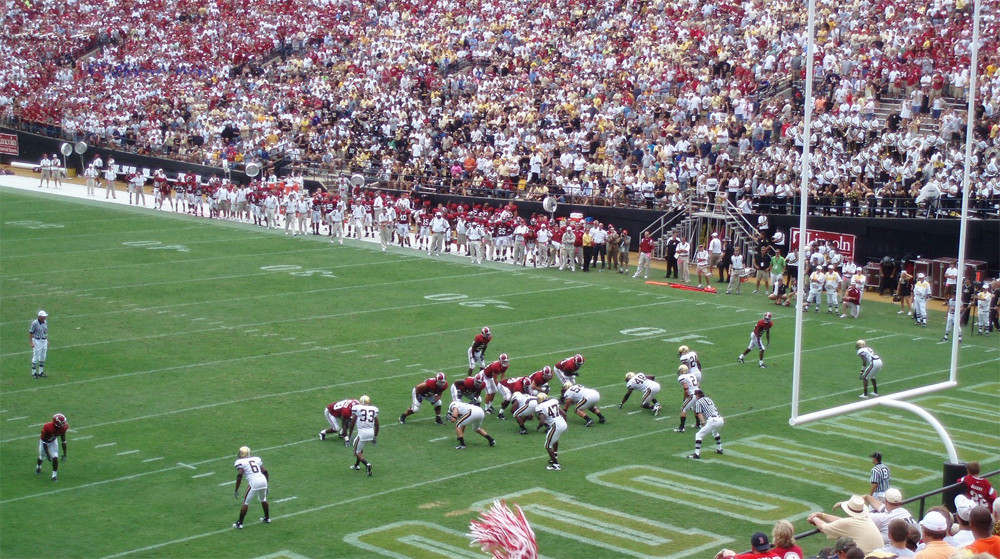
라인업한 오펜스와 디펜스

### 디펜스
오펜스와는 달리 디펜스 포메이션에는 특정한 규칙은 없다. 보통 오펜스 포메이션에 맞게 수비 포메이션을 바꾸게 되고, 상황에 맞는 수비전략을 세우게 된다.
- 디펜스 라인(defensive line)은 오펜스 라인 앞에 서서, 오펜스라인을 블록하고 라인배커의 자유로운 움직임을 돕는 역할을 한다. 포메이션에 따라 3명에서 6명까지 될 수 있으며, 양 끝에 서는 디펜스 라인을 디펜스 엔드(defensive end)라고 하고, 그 사이에 서는 디펜스 라인을 디펜스 태클(defensive tackle)이라고 한다.
- 라인배커(linebacker)는 디펜스 라인의 바로 뒤에 서서 수비를 하는 역할을 한다. 공격팀이 런플레이를 하면 앞으로 달려나가 러닝백을 태클하고, 패스플레이를 하면 뒤로 물러나 패스커버를 한다. 수비작전에 따라 블리츠(blitz)를 하여 공격팀에 위협을 주기도 한다. 디펜스라인과 라인배커를 디펜스 프론트(front)라고 한다.
- 세컨더리(secondary)는 프론트 뒤에 서서 주로 패스를 막는 역할을 한다. 와이드리시버 앞에 서서 수비를 하는 선수를 코너백(conerback)이라 하고, 필드 가운데 서서 수비를 하는 선수를 세이프티(safety)라고 한다. 이들은 수비의 최종 임무를 수행하게 된다.

### 스페셜팀
스페셜 팀은 킥 오프와 킥 리시브, 펀트와 펀트 리시브, 필드골 등 킥을 하는 플레이에서 역할을 수행하는 선수들을 가리킨다. 킥은 킥커(kicker)가 킥오프 시나 필드골, 터치다운 후 엑스트라 포인트 시에 수행하고, 펀트는 펀트시에 펀터(punter)가 하게 된다. 킥 리턴과 펀트 리턴은 리터너(returner)가 공통적으로 수행하게 되는 경우가 대부분이다. 스페셜 팀은 킥커와 펀터를 제외하고, 보통 주전선수들이 아닌 신인선수들로 구성된다.

## 같이 보기
- 풋볼
- 내셔널 풋볼 리그
- 럭비